# Йереми Вишньовецки
Йерѐми Мѝхал Корѝбут Вишньовѐцки (на полски: Jeremi Michał Korybut Wiśniowiecki; 17 август 1612 г. – 20 август 1651) по прякор Чука за казаците или Желязната ръка  е забележителен член на аристокрацията от Жечпосполита, княз на Вишневец, Лубни и Хорол за Короната на Кралство Полша и баща на бъдещия крал на Полша Михал I.
Авторитетен магнат и военен командир с рутенски и румънски произход, Вишньовецки през 1646 е наследник на едни от най-големите богатства и най-великите титли в полско-литовската държава. Сред тях е позицията на войвода от Рутенското войводство със земи, обитавани от 230 000 души. Неговото обръщане от източното православие към католицизма причинява много разногласия в Рутения и Украйна, които тогава са част от Жечпосполита.

## Биография

### Ранни години
Йереми Вишньовецки е роден през 1612, като точната дата и мястото на неговото раждане не са документално потвърдени. Баща му Михал от литовско-рутенската фамилия Вишньовецки, но умира скоро след раждането на Йереми през 1616. Майка му Райна Могилянка е от молдавския аристократичен род Могилещи. Нейният баща е княз Йеремия Могила, починал през 1619. И двамата родители се числят към обреда на Източната православна църква;, като чичо на Йереми е влиятелния православен богослов Петър Могила, а прачичо – Георги Могила, митрополит на Молдавия.
Сирак от седемгодишна възраст, Йереми е отгледан от чичо си Константи Вишньовецки, от римокатолическия клон на семейството. Младежът посещава йезуитски колеж в Лвов и по-късно, през 1629 пътува до Италия, където той за кратко посещава Университета на Болоня. Йереми придобива и първия си военен опит – в Холандия. Отглеждан от чичо си и пътувал в чужбина, Йереми Вишньовецки се превръща от един провинциален княз в един от най-великите магнати на Жечпосполита.
През 1631 Вишньовецки се връща у дома и поема от чичо му управлението на огромните имоти на баща си, които включват голяма част от това, което е днес Украйна. В 1632 той обръща от източното православие към католицизма, действие, което причинява много тревога в украинските земи. Решението му е била анализирано от историците и често е критикувано в украинската историография. Православната църква се бои, че губи мощен защитник и Исая Копински, митрополит на Киев безуспешно се съветва с него в опит да промени решението му. Йереми не отстъпва от решението си, но и запазва много достойни отношения с православаната църквата, като се избягват провокативни действия и поддържа чичо си православния епископ Петър Могила и неговия Православен Колегиум.

### По-късни години
Според първия му придворен биограф Михал Калишовски княз Вишньовецки участва в девет войни през живота си. Първата от тези е Смоленската кампания от 1633 – 34 срещу на московците. В тази война той придружава южната армия на кастеланът Александър Пясечински и взема участие в няколко последователни битки, сред тях и неуспешната обсада на Путивъл; по-късно същата година те завземат Рилск и Севск преди да се оттеглят. На следващата година той се присъединява към Адам Kисел и Станислав Жулкевски със собствена армия от 4,000 души., което е 2/3 от армията на хетманите (без казашките войски). Йереми, въпреки че е най-младшият командир има голямо влияние върху тяхната кампания. Липсата на артилерия не им позволява да завземат големи градове, но за сметка на това поляците опустошават провинцията около Севск и Курск. Войната приключва скоро след това и през май 1634 Вишньовецки се завръща в Лубни. За службата си той получава похвала от краля на Полша Владислав IV Васа и титлата кастелан на Киев..
След войната Вишньовецки се ангажира в редица конфликти със съседни полско-литовски магнати и благородници. Йереми е в състояние да си позволи доста голяма частна армия от няколко хиляди, и чрез заплахата от това той често е в състояние да принуди съседите си за благоприятно разрешаване на споровете. Скоро след завръщането си от руския фронт, той участва на страната на семейството Довмонт в спор за имоти с друг магнат, Самуел Лашч, като в крайна Вишньовецки закупува спорните земи и ги включва в своите владения.
Около 1636 Сеймът (Полския парламент) се противопоставя на брака на крал Владислав IV Васа със сестрата на вишньовецкия княз Анна. Това дистанцира Йереми от кралския двор, въпреки че той периодично ходи във Варшава като депутат в Сейма от Рутенското войводство. Скоро след това, на 27 февруари 1639, Йереми се жени за Грижелда Замойска, дъщеря на канцлера Томаш Замойски.
По това време Вишньовецки е въвлечен в политически конфликт относно благородническите титли, по-специално тази на принца. Аристократите в Полско-литовското обединено кралство официално са равни и използват различни и ненаследствени титли в сравнение с тези от останалата част на Европа; същността на конфликта, който отнема много време в Сейма през периода 1638 – 41, се състои в това дали старите титли принц (присъдени на семействата преди техните земи да бъдат включени в Общността през 1569 със Съюз от Люблин) са валидни и дали най-новите титли, присъдени от чуждестранни дворове, трябва да бъдат признавани. Вишньовецки е един от главните участници в този дебат, успешно защитава старата хералдическа система, включително тази на собственото си семейство и постига успех в отхвърлянето на новите титли. Това го довежда до вражда с друг мощен магнат – Йежи Осолински. Освен този конфликт през годините му като депутат (1635 – 46), Йереми не участва дейно в други политически въпроси и само два пъти (през 1640 и 1642) изпълнява незначителната функция на комисар за разследване на източните и южните гранични спорове.
В 1637 Вишньовецки вероятно участва под командването на хетман Миколай Потоцки срещу казашкия бунт на Павлюк. Сигурно е обаче, че една година по-късно, след връщаше от Сейма Вишньовецки събира 4-хилядна дивизия, с която участва в погасяването na въстанието на Острянин. Заедно с хетман Потоцки те побеждават бунтовниците в Битката при Жовнин след изтощителна обсада.

### Заключителни години
В 1641 г., след смъртта на чичо си Константи Вишньовецки, Йереми става последният възрастен мъжки наследник на рода и всички останали земи на клана попадат в ръцете му, въпреки краткия конфликт с Александър Лудвиг Радзивил, който оспорва правата му върху някои имоти. Това се базира на брака на Радзивил с Катаржина Тицкиевич-Вишньовецка, но година по-късно с развода между тях въпросът е уреден в полза на Йереми.
Вишньовецки воюва против татарите през периода 1640 – 46 поради зачестилите техни грабителски нападения през югоизточната граница на Общността. В 1644, заедно с хетман Станислав Конецполски князът взема участие в победоносната битка при Охматов срещу силите на кримските татари, водени от Tугай бей.
През 1644, след фалшива новина за смъртта на Aдам Казановски Вишньовецки поема контрола над спорен имот в Румно. За това нарушение той е бил осъден на изгнание, но поради влиянието си дори кралят не може реално да наложи това решение без то да доведе до гражданска война. В крайна сметка след повече дискусии на местните сеймове и след това в държавния Сейм Вишньовецки печели делото и му е предоставено правото над имота в Румно. В 1646 г., след смъртта на Конецполски бъдещият рутенски войвода е този, който нахлува и отнема град Хадяч от сина на хетмана Александър Конецполски. Но година по-късно, през 1647, Вишньовецки губи този спор и е принуден да върне града.
На 4 април 1646 г. Вишньовецки получава титлата войвода на Рутения (наричан и Руски войвода) заедно с място в Сената на Полша. Той е третият член на династията, получил тази привилегия. Скоро след това, обаче, той отказва да подкрепи крал Владислав в плана му за война срещу Османската империя, въпреки че кралят му предлага ранга на Полеви хетман на Короната.
След есента на 1646 Вишньовецки нахлува в Ка́нев и заема позицията на староста, освободена от заточения Самуел Лашч. Рутенският княз прави това без каквито и да било правни основания и става субект на съдебно решение, което никога не е било изпълнено. По-късно същата година Вишньовецки за кратък период от време вдига голяма частна армия от около 25 000 души с неизвестна цел и без да участва в някакви военни действия.

### Хмелницко въстание
Вишньовецки печели прякорите си най-вече с битките срещу казаците по време на въстанието на Хмелницки през 1648–51 г. Получил информация за нарастващо недоволство, князът започва да мобилизира войските си, а в началото на май научава за казашката победа на Жовти Води. След като не получава поръчки от хетманите Миколай Потоцки и Mарчин Калиновски, Вишньовецки започва да се движи по своя собствена инициатива. Скоро научава за втория триумф на Хмелницки в битката при Корсун, което означава, че неговите войски (около 6,000) са единствените полски сили отвъд Днепър в този момент. В тази ситуация той започва да отстъпва към Чернигов, а армията му скоро се превръща в център за различни бежанци. Минавайки Чернигов, той продължава през Любеч и Брагин, а след това през Мозир, Погребище и Житомир. След кратък престой там за местен сеймик,, Вишньовецки влиза в няколко схватки със силите казашки – край Немиров, Махновка и Староконстантинов.. През юли стратегическото отстъпление на Вишньовецки достига Збараж, което има съществено влияние върху хода на войната. Политиците в безопасна Варшава се опитват да преговарят с казаците, които от своя страна се използват действия Вишньовецки като извинение за отлагане на каквито и да било сериозни преговори. 
| „                     | Той не беше победен, не бе и победоносен, но по този начин направи мира невъзможен | “ |
| Владислав Конопчински |                                                                                    |   |

Около края на август или началото на септември, Вишньовецки се съединява с армията региментарите Владислав Заславски-Острогски, Миколай Остророг и Александър Конецполски. Той не е в прекалено приятелски отношения с никой от тях, но след кратки преговори се съгласява да следва техните поръчки. По този начин князът приема отредения му статут на младши командир с по-малко влияние върху следващата фаза на кампанията. На 23 септември, техните сили, обаче, са победени в Битката при Пилавци; след края на битката на Вишньовецки е предложена позицията на хетман, но той отказва. На 28 септември в Лвов, Вишньовецки, с обществена подкрепа, е обявен за полеви региментар и около една седмица по-късно тази номинация е потвърдена от Сейма. За разочарование на лвовчани обаче князът решава да съсредоточи отбраната си в ключовата крепост Замошч вместо в Лвов. В края на краищата и двата града не са завладени след като е бил платен откуп от двете кметства на казаците, които предвид предстоящата зима решават да се оттеглят.
Междувременно е свикан Сейм за да бъде избран нов крал – Ян II Кажимеж. Вишньовецки попада в тежко положение, тъй като е подкрепял други кандидати – Георги I Ракоци и Карл Фердинанд Васа. Опозицията от противниците на Йереми печели позиции и не допуска да му бъде предоставена хетманска булава, въпреки че след цели два дни на обсъждане по въпроса е издаден документ, който заявява, че Вишньовецки има „правомощия, равни на тази на хетман.“ Вишньовецката фракция, ратуваща за увеличаване на размера на армията, е маргинализирани от фракцията, която се надява на мирно решение, а у новия крал и повечето от шляхтата е създадено измамно чувство на сигурност. За да добавят и обида към Вишньовецки на коронацията през февруари 1649 г. в Краков му е отнет региментарския ранг.
През първата половина на 1649 преговорите с Хмелницки пропадат и полско-литовската армия започва да се събира близо до границите с бунтовна Украйна. Основният лагер е в Збараж, където Вишньовецки пристига в края на юни с нова армия от 3000. Това е всичко, което е в състояние да събере по това време, тъй като по-голямата част от рутенските земи са залети от казаците. Пристигането на Вишньовецки повишава морала на кралската армия и въпреки че няма официален ранг както обикновените войници, така и новите региментари го слушат за всичко. По време на епопеята при Збараж той е неофициален командир на полско-литовската армия. Обсадата продължава до прекратяването на огъня с Договора от Зборов, а популярността на Вишньовецки сред войските и шляхтата възкръсва. Но не и пред краля, който му дава сравнително малка награда – староство над Пшаснишки окръг. Нуждаейки се от подкрепата на княза Ян Казимир временно го номинирана за хетман и му отстъпва още земя. През април 1650 Вишньовецки трябва да освободи службата на хетман за Миколай Потоцки, освободен от казашки плен. През декември същата година, в светлината на нарастващото напрежение с московците военната фракция на Вишньовецки успява да убеди Сейма да приеме резолюция за увеличаване на размера на армията до 51000 – най-голямата армия, откакто казашките вълнения са започнали две години назад.
Примирието от Зборов не трае дълго и през пролетта на 1651 казаците на Хмелницки отново напредват на запад. На 1 юни 1651 Вишньовецки повежда личната си армия срещу казаците при Сокал. Той командва лявото крило на полско-литовската войска в победоносната битка при Берестечко на 28 – 30 юни. Обединената армия напредва след отстъпващите казаци, но на 17 юли кралят нарежда да се остави цялата армия под командването на Потоцки и се оттегля във Варшава за да празнува победите си над казаците. „ По-късно същата година, на 14 август Вишньовецки внезапно се разболява докато лагерува близо до село Паволоч и умира на 20 август 1651 г., на възраст от само 39 години. Причината за смъртта никога не става известна, а някои (дори съвременници) спекулират, че е бил отровен, но никога не са намерени убедителни доказателства в подкрепа на такова твърдение. Въз основа на откъслечни описания на болестта му и последващи разследвания, някои медицински историци предполагат, че причината за смъртта може да е холера или дизентерия. За Йереми Вишньовецки е устроено „церемониално погребение пред цялата настояща армия, на 22 август тялото на Вишньовецки бе изпратено с най-голяма пищност“.
Задлъжнялото семейство Вишньовецки не е в състояние да му осигури погребение за съответните му ранг и слава. Той получава временно местоположение на тялото в манастира на Свети кръст,, но тленните останки са загубени при пожар в края на 18 век, което също така предотвратява съвременните повторни изследвания на причината за смъртта му.

## Благосъстояние
Повечето Вишньовецки нямат имоти от източната страна от Днепър (във Волинско, Рутенско и Киевско войводства). Повечето от тях са придобити от дядото на Йереми Александър Вишньовецки през 16 век. Седалището на именията му се намира в укрепен замък в Лубни, където населението на самия град възлиза на едва около 1000. В наследените земи и сгради, според данни от 1628, живеят 4500 души, като Лубни е най-голямото селище. По-малки градове в княжеските земи са Хорол, Пиратин и Пжилука. До 1646 земите му са били обитавани от 230 000 души. При Йереми броят на градове по земите нараства от няколко до около тридесет, а тяхното население се увеличава. Просперитетът на тези земи отразява уменията на Вишньовецки в управлението на икономиката, както и доходите от своите територии (оценява на около 600 000 злоти годишно) го прави един от най-богатите магнати в страната. Поради размера и относително постоянните граници, имоти му често са наричани Вишньовечична.
Въпреки богатството си, той не е водил разточителен живот. Без да е прекалено екстравагантен, той построява нелуксозни резиденции, и дори не е поръчвал и един портрет за себе си.. Jan Widacki отбелязва, че голяма част от историографията относно Вишньовецки се фокусира върху военните и политическите аспекти на живота си, а едва няколко от неговите критици обсъждат успехите му в икономическото развитие на регионите.

## Възпоменание и популярната култура
Вишньовецки е широко популярна личност сред благородната класа, която вижда в негово лице защитник на традициите, патриот и способен военен командир. Князът е хвален от много от неговите съвременници, включително и поета Самуел Tвардовски, както и многобройни писатели и ранни историци. За неговата защита на цивилното население, включително евреите, по време на въстание, Вишньовецки е препоръчван от ранните еврейски историци. До 19 век той е бил боготворен като легендарния, съвършен „Рицар на граничните райони“, скулптурата му е сред двадесет скулптури на известни исторически личности през 18 век в „Рицарската стая“ на Кралския замък във Варшава,
През 19 век харизмата на този образ започва да бледнее, след като нова вълна в историографията интерпретира живота му в ерата на позитивизма в Полша – тогава по-голяма стойност се отдава на строителите, отколкото на воините. Освен това по това време на полските историци започват да поставят под въпрос традиционната представа за „украинския проблем“ и начинът, по който казаците се отнасят към полската благородна класа. Бавно изображението на Вишньовецки като герой започва да се колебае, с различни аспекти на живота и личността му под въпрос и критика в работата на историците, като Kарол Шайноха и Юсеф Шуйски.
Вишньовецки е основен поддържащ герой в първата част на трилогията на Хенрик Сенкевич С огън и меч, в който се описва историята на Жечпосполита по време на въстанието на Хмелницки. Ролята на магната е по-скоро положителна, но е налице и интензивна критика на неговата персона, по-специално от противници на Сенкевич, като Зигмунт Kачковски и Олгиерд Хил. През 1930 е публикуван първият модерен исторически труд за Вишньовецки под авторството на Владислав Томкевич През Полската народна република идеология на комунистическата партия диктува всички историци да представят Вишньовецки като „враг на народа“, като тази тенденция се уталожва след 1965 г. Анализът на работата на други историци отбелязва, че Владислав Чаплински и Павел Ясеница по-скоро симпатизират на Вишньовецки.
Вишньовецки е упоменат и в по-нови художествени произведениия, като Превръщането на Княз Ярема и във филма от 1999 г. С огън и меч.